# Jüdischer Friedhof (Weiden)
Der Jüdische Friedhof Weiden in der oberpfälzischen Stadt Weiden in der Oberpfalz liegt nordöstlich der Altstadt zwischen Fohlenweg und Sperlingstraße an der Bahnlinie. Er wird seit 1901 belegt und enthält etwa 80 Grabsteine.

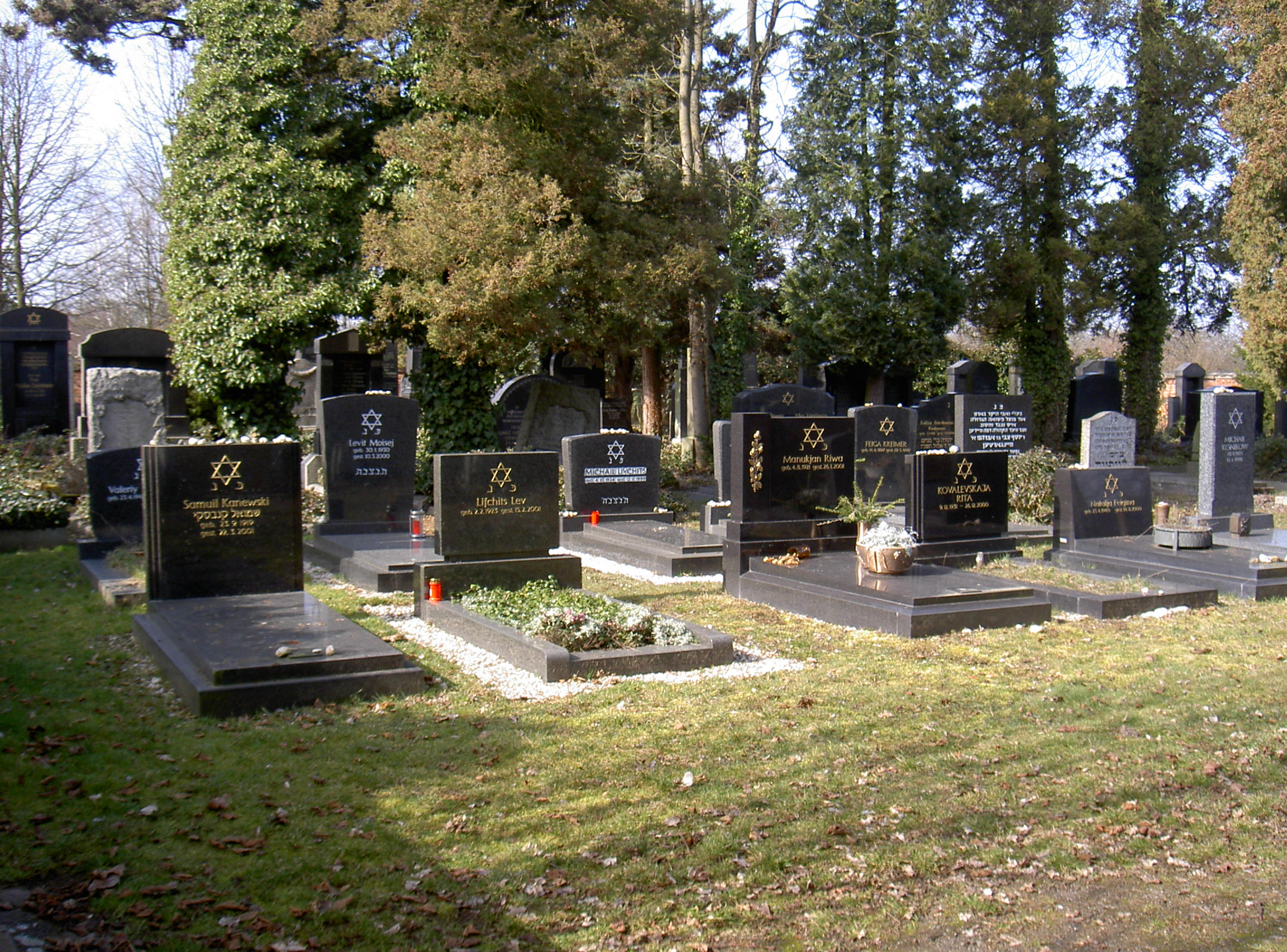
Jüdischer Friedhof in Weiden

## Geschichte
Bis 1901 wurden die Verstorbenen der jüdischen Gemeinde Weiden auf dem Friedhof in Floß bestattet. Im Jahr 1991 wurde der Friedhof in Weiden geschändet. Da der bestehende jüdische Friedhof in Weiden in absehbarer Zeit voll belegt sein würde, erwarb die jüdische Gemeinde Weiden 2011 ein 1500 m² großes Grundstück nördlich des Weidener Waldfriedhofes zur Anlage eines neuen jüdischen Friedhofes.
Dieser neue jüdische Friedhof in Weiden wurde bis Ende 2013 fertiggestellt.